# VII dynastia
VII i VIII dynastia – dynastie władców starożytnego Egiptu rozpoczynające Pierwszy Okres Przejściowy (1 poł. XXII w. p.n.e.). Przyjmuje się na ogół, że VII dynastia jest fikcją literacką, mającą podkreślić chaos panujący w tych czasach (70 władców panujących w ciągu 70 dni). Tablica z Abydos wymienia jednak 18 władców pomiędzy Pepi II a Mentuhotepem II, których zalicza się zwykle do dynastii VIII. Niektórzy autorzy rozdzielają jednak władców wymienionych na Tablicy z Abydos w ten sposób, że królowie od Neferkare Pepisenebu do Neferirkare II zaliczani są do dynastii VIII, natomiast władcy wcześniejsi wydzielani są w dynastię VII, co jest jednak podziałem dowolnym. Z braku więc jednoznacznych kryteriów podziału obie dynastie omówione zostały w jednym artykule. Za Toby Wilkinsonem przyjęto także, iż Stare Państwo kończy się wraz ze śmiercią Pepi II, I Okres Przejściowy rozpoczyna się więc krótkotrwałym panowaniem jego syna, Merenre II. Poniższa lista znanych władców panujących w tym okresie podana została za Tablicą z Abydos:
| Pierwszy Okres Przejściowy – VII i VIII dynastia |                                              |                                 |                                       |                         |                                                                       | |
| Władca                                           | Lata panowania p.n.e. (wg J. von Beckeratha) | Nomen                           | Prenomen                              | Żony                    | Miejsce pochówku                                                      | Uwagi |
| Nemtiemsaf II (Merenre II)                       | 2194–2193                                    | Nemtiemsaf (Merenre Dżefaemsaf) | ?                                     | Według legendy Nitokris | ?                                                                     | Mentesuphis u Manetona |
| Neczerikare                                      | 2193–2191                                    | Neczerikare (Nitekreti Siptah)  | ?                                     | ?                       | ?                                                                     | Opisywana przez Herodota i Manetona legendarna królowa Nitokris, której imię najprawdopodobniej jest zniekształceniem imienia faraona Neczerikare |
| Menkare                                          | ?                                            | ?                               | Menkare                               | ?                       | ?                                                                     | |
| Neferkare                                        | ?                                            | ?                               | Neferkare                             | ?                       | ?                                                                     | |
| Neferkare Nebi                                   | ?                                            | Nebi                            | Neferkare                             | ?                       | Piramida w Sakkara, która jednak niemal nie wyszła poza fazę projektu | |
| Dżedkare Szemai                                  | ?                                            | Dżedkare Szemai                 | ?                                     | ?                       | ?                                                                     | |
| Neferkare Chendu                                 | ?                                            | Neferkare Chendu                | ?                                     | ?                       | ?                                                                     | |
| Merenhor                                         | ?                                            | Merenhor                        | ?                                     | ?                       | ?                                                                     | |
| Neferkamin                                       | ?                                            | Neferkamin (Sneferka)           | ?                                     | ?                       | ?                                                                     | |
| Nikare                                           | ?                                            | Nikare                          | ?                                     | ?                       | ?                                                                     | |
| Neferkare Tereru                                 | ?                                            | Neferkare Tereru                | ?                                     | ?                       | ?                                                                     | |
| Neferkahor                                       | ?                                            | Neferkahor                      | ?                                     | ?                       | ?                                                                     | |
| Neferkare Pepiseneb                              | ?                                            | ?                               | Neferkare Pepiseneb (Neferkare Szeri) | ?                       | ?                                                                     | |
| Neferkamin Anu                                   | ?                                            | ?                               | Neferkamin Anu (Sneferka Anu)         | ?                       | ?                                                                     | Forma Sneferka znajdująca się na Tablicy z Abydos jest prawdopodobnie błędem kopisty                                                              |
| Kakare Ibi                                       | ?                                            | Ibi                             | Kakare                                | ?                       | Piramida w Sakkara                                                    | |
| Neferkaure                                       | ?                                            | ?                               | Neferkaure                            | ?                       | ?                                                                     | |
| Neferkauhor Chuiuichepu                          | ?                                            | Chuiuichepu                     | Neferkauhor                           | ?                       | ?                                                                     | |
| Neferirkare II                                   | ?                                            | ?                               | Neferirkare                           | ?                       | ?                                                                     | Część badaczy przypisuje temu faraonowi imię horusowe Demedżibtaui. Prawdopodobnie obalony przez Chetiego I z IX dynastii herakleopolitańskiej    |

Poniższa tabela zawiera imiona innych władców znanych z tego okresu, prawdopodobnie lokalnych, być może w części tożsamych z wymienionymi wyżej królami:
| Pierwszy Okres Przejściowy – VII i VIII dynastia |                                              |         |            |      | | |
| Władca                                           | Lata panowania p.n.e. (wg J. von Beckeratha) | Nomen   | Prenomen   | Żony | Miejsce pochówku | Uwagi |
| Sechemkare                                       | ?                                            | ?       | Sechemkare | ?    | ? | |
| Uadżkare                                         | ?                                            | ?       | Uadżkare   | ?    | ? | Władca znany z jednego z dekretów z Koptos. J. von Beckerath władcy o imieniu tronowym Uadżkare przypisuje imię horusowe Demedżebtaui |
| Iti                                              | ?                                            | Iti     | ?          | ?    | ? | |
| Imhotep                                          | ?                                            | Imhotep | ?          | ?    | ? | |
| Hotep                                            | ?                                            | Hotep   | ...-re     | ?    | ? | |
| Chui                                             | ?                                            | Chui    | ?          | ?    | Kartusz z imieniem Chui znaleziono w grobie znajdującym się w pobliżu tzw. Monumentalnego Grobowca w Dara (piramida lub schodkowa mastaba), który czasami jest mu przypisywany | |
| Isu                                              | ?                                            | Isu     | ?          | ?    | ? | |
| Jitenu                                           | ?                                            | Jitenu  | ?          | ?    | ? | |